# 九龍區專線小巴3號線
九龍區專線小巴3號線是一條由合發小巴營辦的香港專線小巴路線，來往尖沙咀（亞士厘道）及大角咀（中匯街），主要方便居民穿梭往來大角咀、上海街／新填地街、渡船角、中港碼頭及尖沙咀西部，是九龍市區「老牌」專線小巴路線之一。

## 歷史
本路線提供大同新邨、大角咀往來旺角、油麻地、渡船角及尖沙咀的專線小巴服務，是1981年10月16日運輸署公開招標9組共19條專線小巴新路線之一，此線與4號及重新招標的8號線編為同一組，於1982年5月15日投入服務，初期尖沙咀總站設於漢口道。
可是於1984年9月1日，此路線、4號及8號線的禁區許可證有效期屆滿，負責人未及更換，導致3線共十多輛小巴被迫停駛，事件持續至少三天。類似情況也於1988年10月31日再次發生，此路線、4號及8號線的客運營業證有效期屆滿，負責人申請換證獲批後卻未有現身為小巴換證，引致行駛此三線21輛小巴的其中14輛被迫停駛。司機代表到警署報案及運輸署投訴。
於2011年11月27日，本線延長服務時間，尖沙咀（亞士厘道）尾班車為23:45，中匯街尾班車為23:30。
2018年9月23日，配合廣深港高速鐵路香港段通車，來回方向增設繞經匯民道高鐵西九龍站上落客區的特別班次。

## 服務時間及班次
常規班次
- 每日尖沙咀開：06:00-23:45，3-10分鐘一班
- 每日大角咀開：06:00-23:30，3-10分鐘一班
- 另外雙方向都設有經高鐵西九龍站的特別班次，06:00-23:00，每60分鐘不少於兩班

特快班次往大角咀（經櫻桃街）
- 每日：07:00-10:00（3分鐘一班）

## 收費
- 全程收費：$6.1
  - 碧街往尖沙咀：$4.2
  - 碧街往大角咀：$4.2

| - 此路線大小同價。 - 65歲或以上長者使用長者或個人八達通（包括「樂悠咭」），合資格殘疾人士使用「殘疾人士身份」個人八達通，以及60至64歲香港居民使用「樂悠咭」繳付車資，均可享有每程劃一$2.0的政府長者及合資格殘疾人士公共交通票價優惠計劃。 - 乘客可以現金或八達通卡於上車時付款，不設找贖。 |

## 用車
此線的用車，過去大部分都是甚為殘舊的1996年-1997年出牌的豐田3代柴油小巴（只有2001年豐田4代小巴，車牌JY2086，而且該車只行駛繁忙時間），淪為九龍市區小巴其中一條「養老線」，直至2013年5月，本線才換入原313線的豐田4代小巴（有關車輛在1998年-2000年間首次登記），以及少量豐田6代小巴，取代部分1996年-1997年出牌的豐田3代小巴。2017年，本線換入第7代長陣柴油小巴（可載19座乘客），以取代原313線的二手4代小巴，成為「曬命線」。
可是首輛豐田Coaster7代柴油引擎19座小巴（VC2974，7DL）投入服務當日，有網民發現其電牌英文地點名稱錯誤，電牌資料中將大角咀的英文名稱「TAI KOK TSUI」誤植為「TAI KWOK TSIU」，第一次修正後仍誤植為「TAI KOK TSIU」，第二次修正才改為正確英文地點「TAI KOK TSUI」。

## 行車路線
此路線的官方全程行車里數為4.2公里，行車時間約為22分鐘。（平均行車時速約為11.5公里）

- 往大角咀（中匯街）途經：亞士厘道、中間道、九龍公園徑、廣東道、（匯翔道、匯民道、匯翔道、廣東道）＊、渡船街（西貢街、廣東道、眾坊街、新填地街、亞皆老街、塘尾道、洋松街、松樹街、埃華街）#、大角咀道及中匯街

（特快班次不經帶#的街道，改經櫻桃街；香港西九龍站特別班次加經帶*的道路。）
- 往尖沙咀（亞士厘道）途經：中匯街、合群街、惠安街、大角咀道、福全街、旺角道、上海街、佐敦道、廣東道（匯翔道、匯民道、匯翔道、廣東道）＊、梳士巴利道、九龍公園徑、北京道及亞士厘道

（香港西九龍站特別班次加經帶*的道路。）

### 沿線車站
註：
1. 下表的「車站名稱」按鄰近地標或街道而定，並非小巴公司官方站名；而括號內的名稱則為乘客們普遍使用的站名。
2. 特快班次不經帶#的車站，改經櫻桃街；香港西九龍站特別班次加經帶*的車站。
3. 上海街和新填地街除下表指定站位外，沿途皆可上落客，只要不違反交通條例。

| 尖沙咀（亞士厘道）開 | 尖沙咀（亞士厘道）開                    | 尖沙咀（亞士厘道）開 | 大角咀（中匯街）開 | 大角咀（中匯街）開                    | 大角咀（中匯街）開 |
| 序號                 | 車站名稱                                | 位置                 | 序號               | 車站名稱                              | 位置               |
| -------------------- | --------------------------------------- | -------------------- | ------------------ | ------------------------------------- | ------------------ |
| 1                    | 尖沙咀（亞士厘道）小巴總站              | 亞士厘道             | 1                  | 大角咀（中匯街）小巴總站 （大同新邨） | 中匯街             |
| 2                    | 中港城                                  | 廣東道               | 2                  | 旺角道                                | 旺角道             |
| 3                    | 柯士甸站                                | 廣東道               | 3                  | 亞皆老街                              | 上海街             |
| *                    | 香港西九龍站                            | 匯民道               | 4                  | 山東街 （朗豪坊）                     | 上海街             |
| 4                    | 渡船街                                  | 渡船街               | 5                  | 長沙街                                | 上海街             |
| 5#                   | 偉晴街                                  | 西貢街               | 6                  | 碧街                                  | 上海街             |
| 6#                   | 北海街 （油麻地警署）                   | 廣東道               | 7                  | 永星里                                | 上海街             |
| 7#                   | 永星里 （駿發花園）                     | 新填地街             | 8                  | 西貢街                                | 上海街             |
| 8#                   | 碧街                                    | 新填地街             | 9                  | 炮台街 （法國文化協會）               | 佐敦道             |
| 9#                   | 奶路臣街                                | 新填地街             | *                  | 香港西九龍站                          | 匯民道             |
| 10#                  | 新填地街 （朗豪坊）                     | 新填地街             | 10                 | 柯士甸道                              | 廣東道             |
| 11#                  | 百勝大廈 （香港賽馬會旺角塘尾道投注處） | 塘尾道               | 11                 | 廣東道 （中港城）                     | 廣東道             |
| 12#                  | 洋松街 （形品·星寓）                    | 松樹街               | 12                 | 新港中心 （新太陽廣場）               | 廣東道             |
| 13#                  | 杉樹街                                  | 埃華街               | 13                 | 北京道 （1881、星光行）               | 廣東道             |
| 14#                  | 大角咀市政大廈（大角咀街市）            | 埃華街               | 14                 | 尖沙咀（亞士厘道）小巴總站            | 亞士厘道           |
| 15                   | 大同新邨 （惠康超級市場）               | 大角咀道             |                    |                                       |                    |
| 16                   | 大角咀（中匯街）小巴總站 （大同新邨）   | 中匯街               |                    |                                       |                    |

## 使用狀況
雖然本路線途經九龍市區的心臟地帶，但行車路線沿線多為舊區（且上述地區為人口老化地區，當時新填地街入夜後治安亦較差），因此人口變化不大，除繁忙時間外，客量只是一般，唯一優勢是本線的分段收費比起巴士及港鐵便宜。

## 圖集

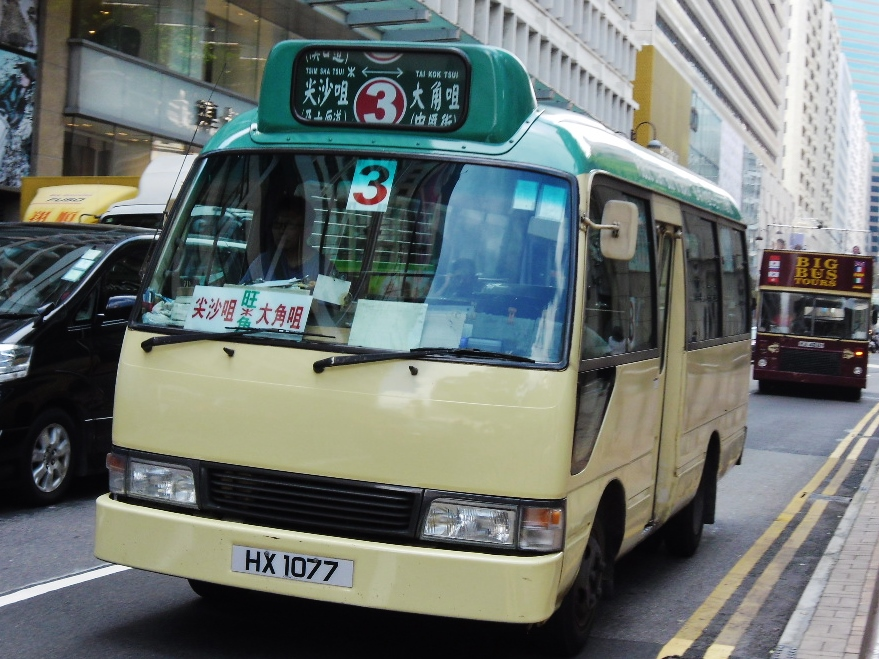
以往3號線用車殘舊，只是以豐田Coaster3-4代小巴行駛
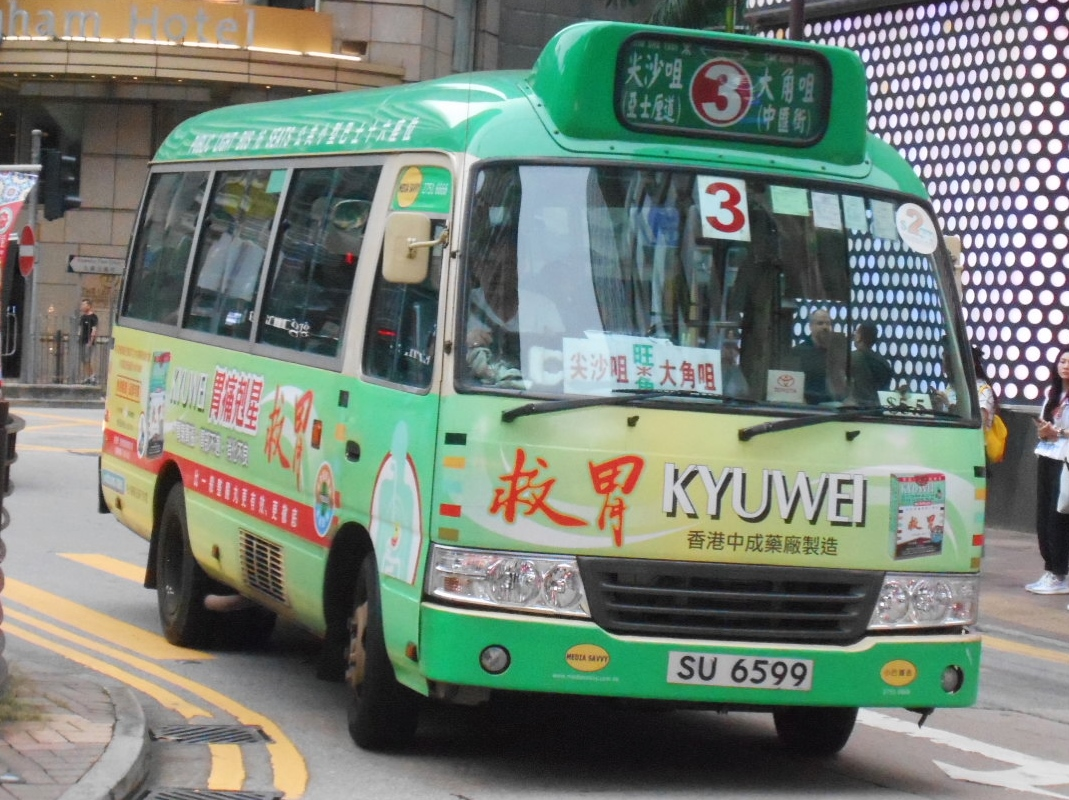
2013年5月，本線換入了少量豐田6代小巴，取代部分1996年-1997年出牌的豐田3代小巴，圖中小巴正進入尖沙咀總站。
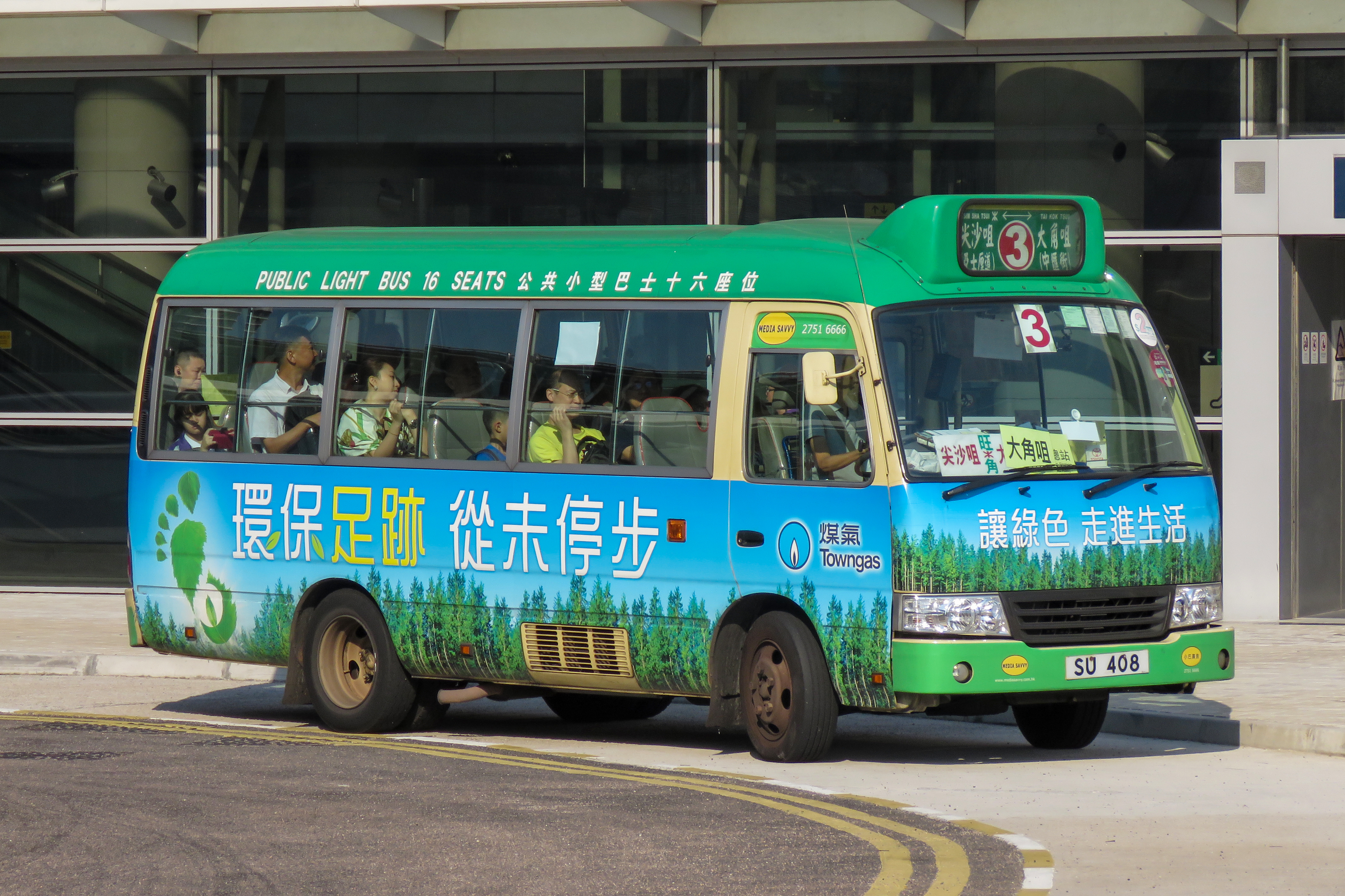
配合廣深港高速鐵路香港段通車，本路線來回方向增設繞經匯民道高鐵西九龍站上落客區的特別班次。
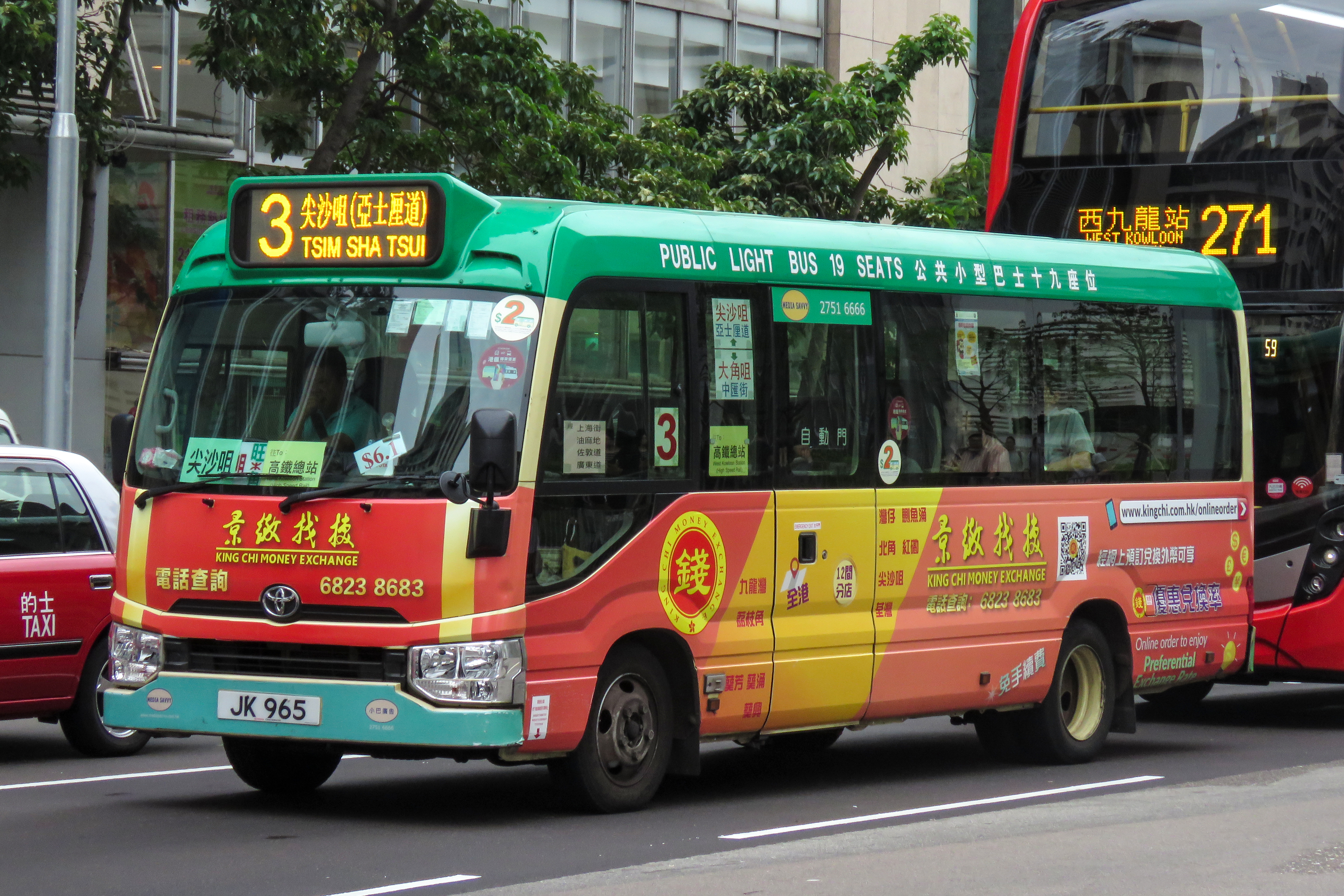
本路線使用的19座小巴正途經廣東道。